# Grammia moierra
Grammia moierra är en fjärilsart som beskrevs av Dyar 1914. Grammia moierra ingår i släktet Grammia och familjen björnspinnare. Inga underarter finns listade i Catalogue of Life.